# دون ماكنزي
دون ماكنزي (بالإنجليزية: Don McKenzie)‏ هو سباح أمريكي، ولد في 11 مايو 1947 في هوليوود في الولايات المتحدة، وتوفي في 3 ديسمبر 2008 في رينو في الولايات المتحدة.

## روابط خارجية
- دون ماكنزي على موقع الاتحاد الدولي للسباحة (الإنجليزية)
- دون ماكنزي على موقع قاعة مشاهير السباحة العالمية (الإنجليزية)
- دون ماكنزي على موقع اللجنة الأولمبية الدولية (الإنجليزية)
- دون ماكنزي على موقع أوليمبيديا (الإنجليزية)